# Jean-Claude Bouquet
Jean-Claude Bouquet [ejtsd: buké] (Morteau, 1819. szeptember 7. – Párizs, 1885. szeptember 9.) francia matematikus.

## Élete
1839-ben kezdte meg tanulmányait az École normale supérieure-ön. 1843-ban a matematikai tudományok doktora lett. Miután több gimnáziumban tanított, 1870-ben a Sorbonne-on a kísérleti mechanika tanára lett, később (1874–1884) mint Serret helyettese a dirrerenciál- és integrálszámítást adta elő, de csak élete utolsó hónapjaiban helyezték át erre a tanszékre. 1875-től a Francia Természettudományi Akadémia tagja volt. Mint tudós Cauchy-nak egyik legkiválóbb tanítványa; Charles Birot-val együtt készített számos függvénytani dolgozatával megmutatta, hogy milyen termékenyek voltak Cauchy-nak e tárgyra vonatkozó eszméi. Fő művei: Théorie des fonctions doublement périodiques (Párizs, 1859), és Théorie des fonctions elliptiques (uo. 1875), melyeket Briot-val együtt írt.